# Scrabble aux Jeux africains de 2023
Les tournois de scrabble des Jeux africains de 2023 se déroulent du 15 au 17 mars 2024 à l'Alisa Hotel d'Accra, au Ghana. Le sport fait sa première apparition dans le programme des Jeux africains en tant que sport de démonstration.

## Nations participantes
Huit nations anglophones participent à la compétition : 
- Afrique du Sud
- Ghana
- Liberia
- Kenya
- Nigeria
- Ouganda
- Sierra Leone
- Zambie

## Compétition
Le Sierraléonais King Emmanuel remporte le tournoi individuel masculin, l'Ougandais Richard Geria étant médaillé d'argent et le Kényan Stanley Njoroge médaillé de bronze.
La compétition masculine par équipes est remportée par l'équipe d'Ouganda (composée de Richard Geria, Ivan Ssentongo et Edgar Odongkara) qui s'impose face au Liberia ; le Kenya termine troisième devant le Nigeria. Chez les femmes, les Nigérianes remportent la médaille d'or, les Kényanes sont médaillées d'argent tandis que les Zambiennes obtiennent la médaille de bronze ; le Ghana termine à la quatrième place.
Les médailles ne comptent pas dans le classement des médailles général des Jeux.